# Johann Friedrich Conrad Niemeyer

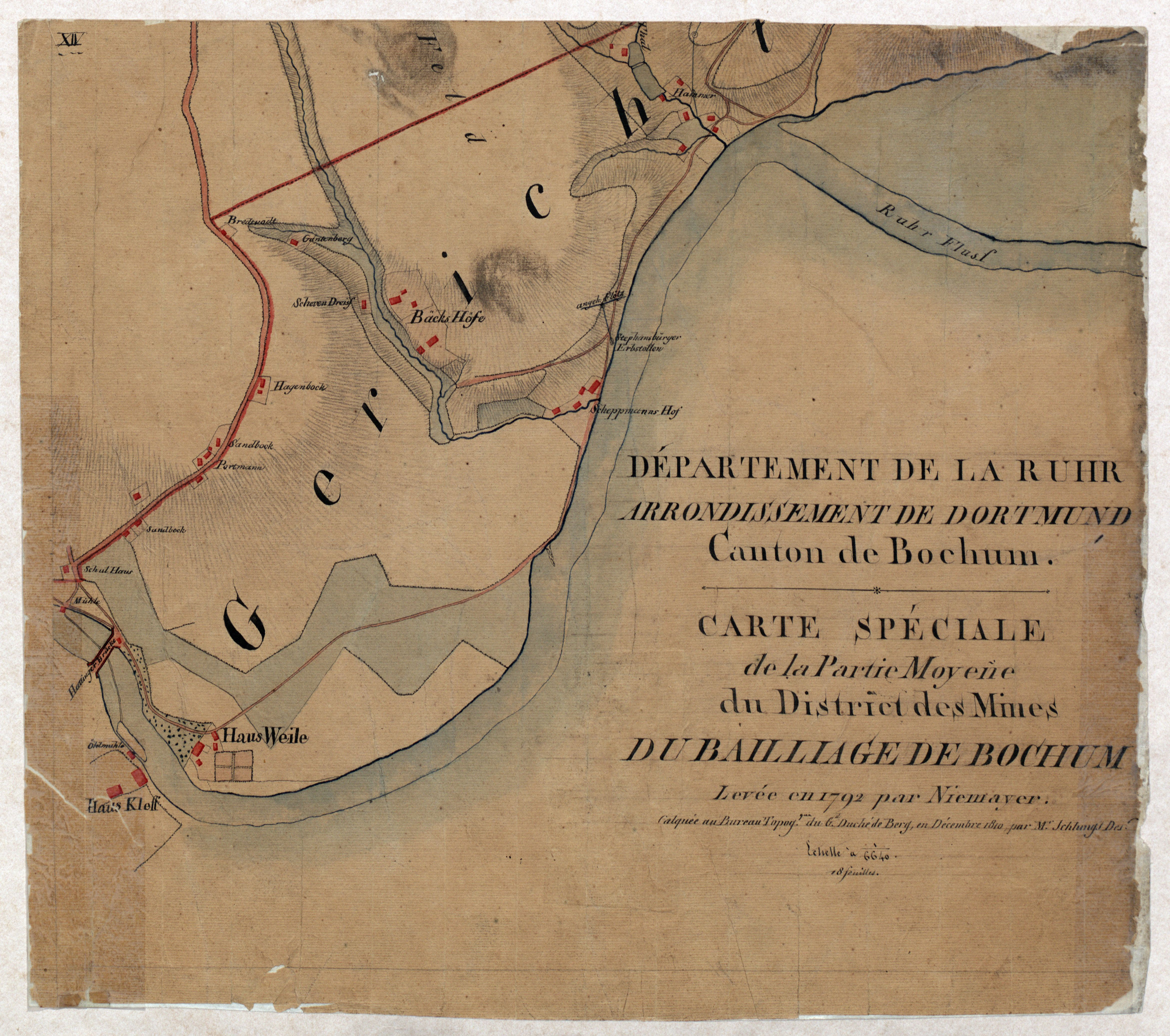
Département de la Ruhr, Arrondissement de Dortmund, Canton de Bochum. Carte spéciale de la Partie Moyen[n]e du Discrict des Mines du Bailliage de Bochum, Blatt XIV (Die Ruhr bei Winz-Baak)

Johann Friedrich Conrad Niemeyer (* 1759; † 1814) war ein deutscher Markscheider (Bergnotar) und Kartograf.
Freiherr vom Stein beauftragte Niemeyer mit der Anfertigung von Karten des Bergreviers Wetter. Sein in den Jahren 1787 bis 1794 entstandenes Kartenwerk umfasst große Teile des östlichen Ruhrgebiets. Kopien der Niemeyerschen Karte sind als französische Abzeichnung erhalten.
Johann Ehrenfried Honigmann (1775 bis 1855) arbeitete unter Niemeyer als Markscheider beim Oberbergamt Wetter, er wechselte später zum Bergamt Essen.